# Royal Excelsior SC
Royal Excelsior SC – belgijski klub piłkarski i hokejowy, mający siedzibę w mieście Bruksela, w stolicy kraju.

## Historia
Chronologia nazw:
- 1904: Excelsior Sporting Club de Bruxelles
- 1926: Royal Excelsior Sporting Club de Bruxelles
- 1929: Royal Excelsior Sport's Club
- 1935: klub piłkarski rozwiązano

Piłkarski klub Excelsior Sporting Club de Bruxelle został założony w gminie Forest stolicy Bruksela w 1904 roku. Później klub dołączył do Belgijskiego Związku Piłki Nożnej, zwanym wtedy jako Union belge des sociétés de sports athlétiques (UBSSA). W sezonie 1906/07 debiutował w drugiej klasie, zwanej Division 2, gdzie zajął najpierw 2.miejsce w grupie Brabant A, a potem w finale grupy Brabant był trzecim. W następnym sezonie najpierw zwyciężył w grupie Brabant, a potem również zajął pierwsze miejsce w finale Division 2, ale w dodatkowym meczu o mistrzostwo dywizji przegrał 3:4 z Racing de Gand. Końcowe drugie miejsce promowało do Division d'Honneur. W sezonie 1908/09 zespół debiutował w Division d'Honneur i zakończył rozgrywki na 7.miejscu. W sezonie 1912/13 zajął ostatnie 12.miejsce w Division d'Honneur i spadł do drugiej klasy, zwanej Promotion. W następnym sezonie znów był na ostatniej pozycji i tym razem został zdegradowany do rozgrywek regionalnych. Dopiero w 1924 roku wrócił do Promotion, gdzie zajął 10.miejsce. W sezonie 1925/26 po zajęciu przedostatniego 13.miejsca w grupie A znów został poniżony w klasie, ale tak jak nastąpiła reorganizacja systemu lig (druga klasa otrzymała nazwę Division 1, a trzecia klasa - Promotion), to klub pozostał w Promotion.
W grudniu 1926 roku w belgijskiej piłce nożnej powstał rejestr matriculaire, czyli rejestr klubów zgodnie ich dat założenia. Léopold otrzymał nr rejestracyjny matricule 20. W 1926 roku klub został uznany przez "Société Royale" w związku z czym przemianowany na Royal Excelsior Sporting Club de Bruxelles. W sezonie 1926/27 zajął ostatnie 14.miejsce w serie C i spadł do rozgrywek regionalnych. Dwa lata później zmienił nazwę na Royal Excelsior Sport's Club. W 1935 klub piłkarski został rozwiązany. Dalej istniała sekcja hokejowa.

## Sukcesy

### Trofea międzynarodowe
Nie uczestniczył w rozgrywkach europejskich (stan na 31-05-2016).

### Trofea krajowe
| \| \| Zdobyte trofea w rozgrywkach Belgii (stan na: 31-03-2017) \| |                                                           |      |                  |
| Rozgrywki                                                          | Osiągnięcie                                               | Razy | Sezon(y)         |
| Mistrzostwo                                                        | I miejsce                                                 | 0    |                  |
| Mistrzostwo                                                        | II miejsce                                                | 0    |                  |
| Mistrzostwo                                                        | III miejsce                                               | 0    |                  |
| Mistrzostwo                                                        | 7.miejsce                                                 | 2    | 1908/09, 1909/10 |
| Puchar                                                             | zdobywca                                                  | 0    |                  |
| Puchar                                                             | finalista                                                 | 0    |                  |
| Puchar                                                             | 1/8 finału                                                | 2    | 1912, 1913       |
| II liga                                                            | I miejsce                                                 | 0    |                  |
| II liga                                                            | II miejsce                                                | 1    | 1907/08          |
| II liga                                                            | III miejsce                                               | 0    |                  |
| Belgia                                                             | Zdobyte trofea w rozgrywkach Belgii (stan na: 31-03-2017) |      |                  |

## Stadion
Klub rozgrywał swoje mecze domowe na stadionie Stade de Forest w Brukseli, który może pomieścić 1000 widzów.